# Carlos Eduardo Soares
Carlos Eduardo Soares (sinh ngày 2 tháng 3 năm 1979) là một cầu thủ bóng đá người Brasil.

## Sự nghiệp câu lạc bộ
Carlos Eduardo Soares đã từng chơi cho Vissel Kobe và Kyoto Sanga FC.

## Thống kê câu lạc bộ

### J.League
| Đội            | Năm       | J.League | J.League | J.League Cup | J.League Cup | Tổng cộng | Tổng cộng |
| Đội            | Năm       | Trận     | Bàn      | Trận         | Bàn          | Trận      | Bàn       |
| -------------- | --------- | -------- | -------- | ------------ | ------------ | --------- | --------- |
| Vissel Kobe    | 2002      | 7        | 1        | 6            | 0            | 13        | 1         |
| Kyoto Sanga FC | 2008      | 17       | 1        | 4            | 1            | 21        | 2         |
| Tổng cộng      | Tổng cộng | 24       | 2        | 10           | 1            | 34        | 3         |